# Balabyne
Balabyne (ukrainien : Балабине, russe : Балабино, Balabino) est une commune urbaine de l'oblast de Zaporijjia, en Ukraine. Elle compte 5 916 habitants en 2021.

## Géographie
Balabyne se trouve sur la rive gauche du Dniepr sur les hauteurs dominant le réservoir de Kakhovka et confine au sud avec Kouchouhoum.

## Histoire
Des kourganes sont répertoriés dans la région remontant à l'âge du Bronze, à l'époque des Scythes, puis des Pétchénègues et des Coumans.
C'est en 1777 que des terres sont données au général-major Ivan Balabin, chef de l'armée du sud, couvrant 10 650 déciatines et il y installe ses serfs dans le nouveau village de Petrivka (nommé d'après le fils, Pierre, du général). Il fait partie de l'ouïezd d'Alexandrovsk du gouvernement d'Ekaterinoslav. Au milieu du XIXe siècle, il appartient à la comtesse Anna Dmitrievna Stroganova et est encore cartographié en 1910 sous le nom de Petrovskoïé-Stroganovo. Il prend le nom de Balabino après la révolution de 1917. Le village obtient le statut de commune urbaine en 1938. Le village est occupé par l'armée allemande de l'automne 1941 au 15 octobre 1943,.
En 1989, la commune comptait 6 187 habitants, 5 668 habitants en 2001, 6 166 habitants en 2013. Les possibilités touristiques et sportives de la commune avec le fleuve et le réservoir assurent sa renommée.

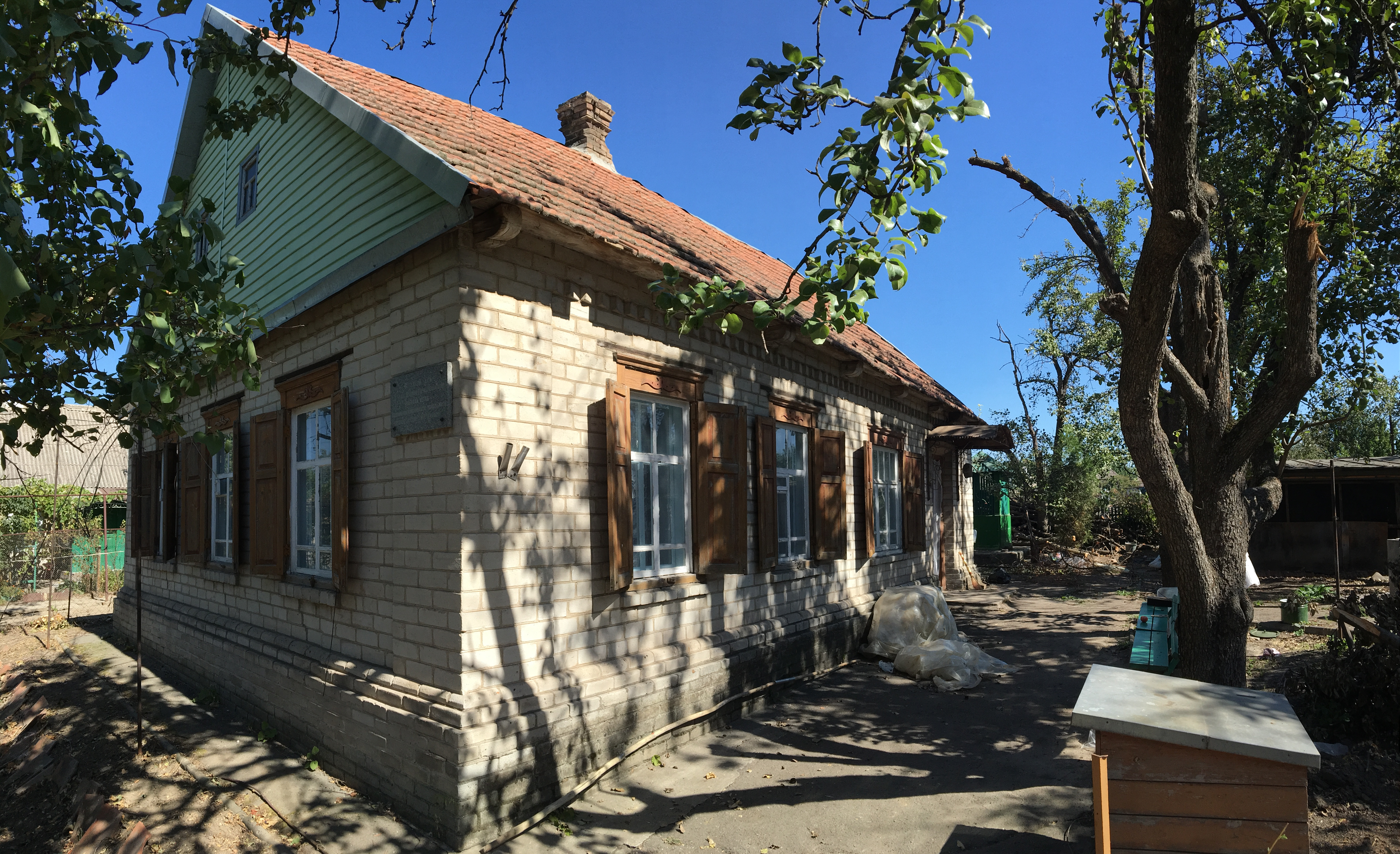
Maison, classé
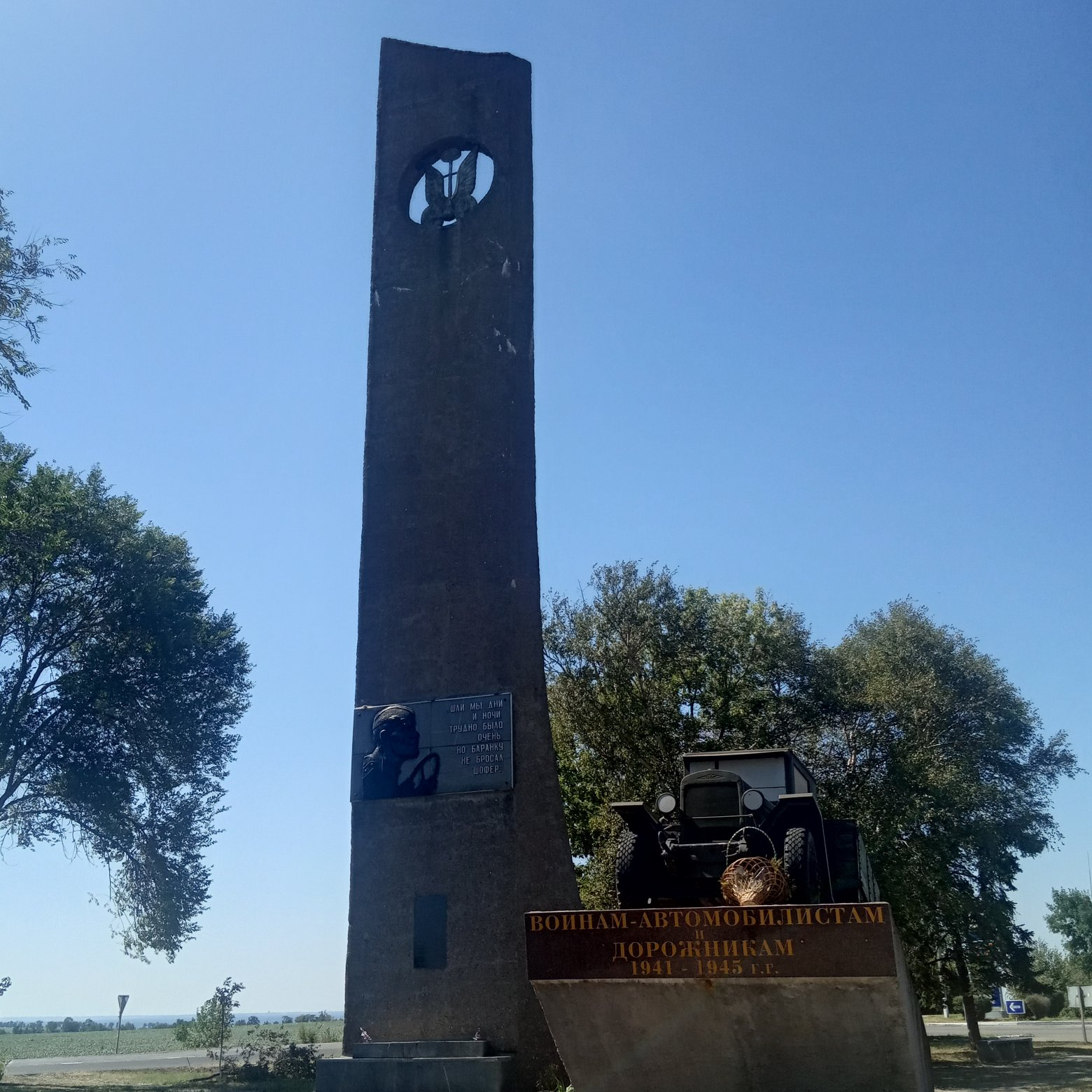
monument aux conducteurs militaires, classé